# Iglesia de San Gil (Écija)
La parroquia de San Gil Abad es un templo católico sito en la parte norte, próxima a la vega del río Genil, de la localidad de Écija (Sevilla, Andalucía, España). Erigida en la segunda mitad del siglo XV en estilo gótico-mudéjar —1479 suele fijarse como el año fundacional—, en los siglos XVII y XVIII experimentó una profunda transformación arquitectónica, ornamental y de mobiliario, dando lugar a la fábrica básicamente barroca que se puede contemplar hoy. Es la sede canónica de la Hermandad de San Gil, cofradía con más hermanos y devoción de Écija.

## Descripción

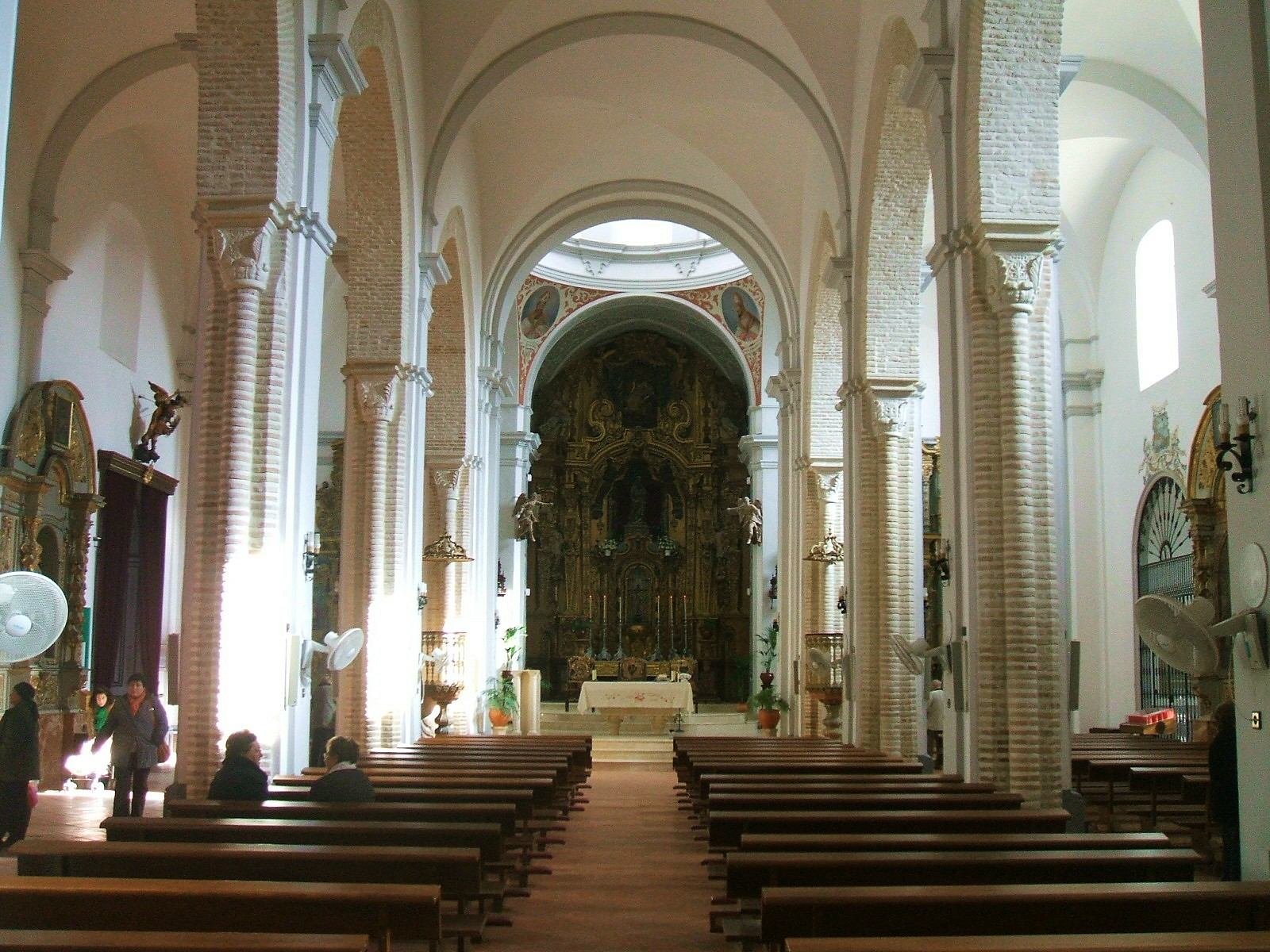
Interior

El templo presenta planta de cruz latina con tres naves de igual altura, en el cierre cabecera plana y en el crucero cúpula con linterna y pinturas murales en las pechinas. Las naves, en origen cubiertas con las clásicas armaduras de madera, fueron tapadas con bóvedas de arista durante la época barroca. 
Del exterior destaca poderosamente la Torre, considerada la más elegante del barroco ecijano por su armoniosa combinación de cantería, ladrillo y azulejería. La actual torre sustituyó a otra anterior que resultó muy dañada a causa del terremoto del año 1684. Las obras de la nueva torre fueron ejecutadas entre 1777 y 1782 por el maestro alarife Antonio Caballero bajo la supervisión de Antonio de Figueroa y Ruiz, miembro de la célebre familia de arquitectos. Presenta un fuste muy estilizado en el que aparecen ventanales enmarcados por abundante y movida yesería. La parte superior consiste en tres cuerpos de anchura decreciente destinado a los campaniles, separados por entablamientos moldurados y animados por columnas abalaustradas, creando una imagen de potente ritmo ascensorial. Una pequeña cúpula de perfil bulboso remata la estructura.

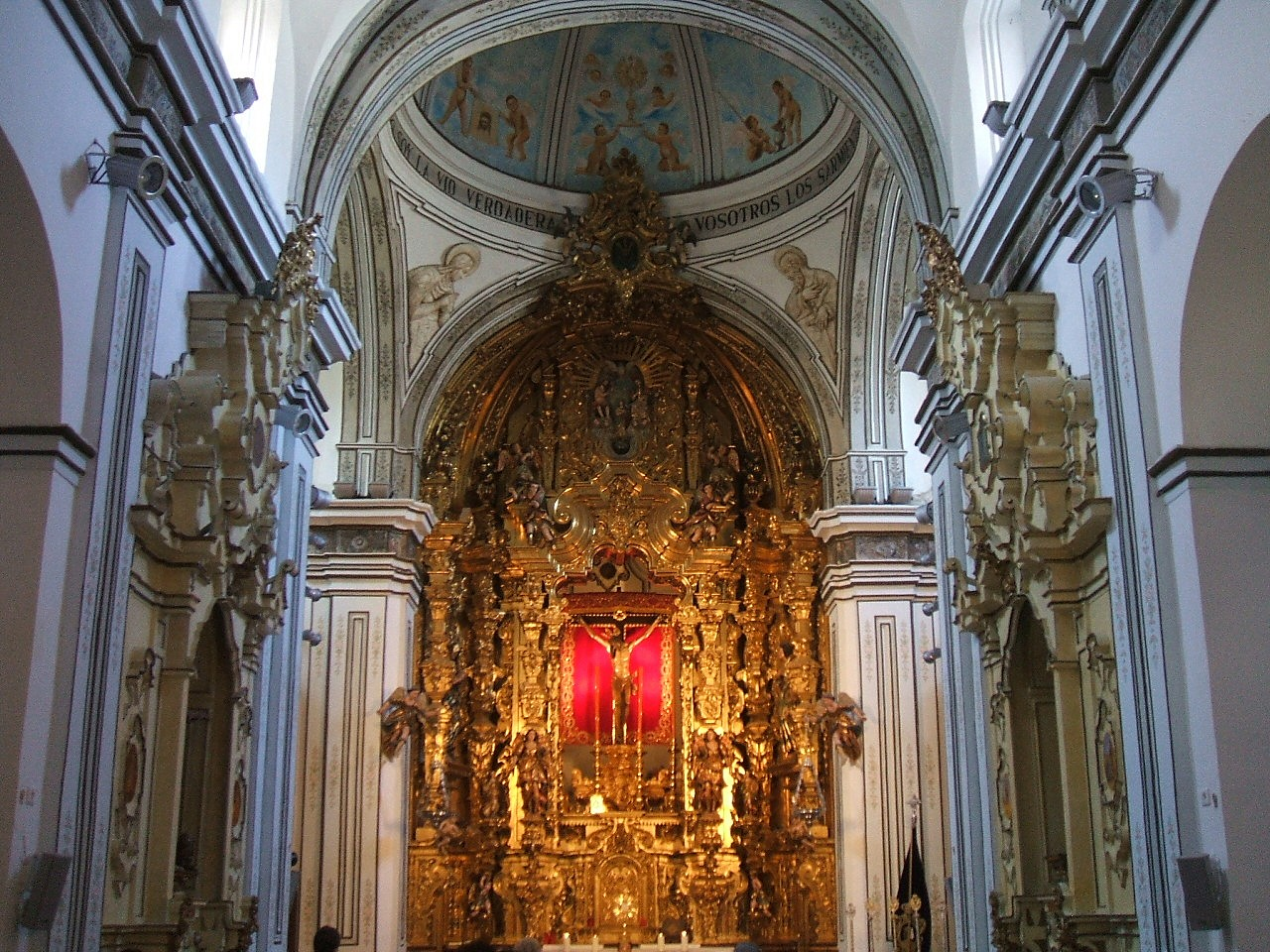
Capilla sacramental

En el interior sobresale el retablo Mayor, mazonería dorada barroca del siglo XVIII que preside, colocada en su camarín, la imagen del santo titular del templo, San Gil Abad, talla tardogótica de hacia 1500. Desde la nave del Evangelio (lado izquierdo, norte) se ingresa en la capilla Sacramental, cuyo retablo barroco del siglo XVIII preside la imagen crucificada del Santísimo Cristo de la Salud, obra anónima del siglo XVI, considerado, uno de los mejores crucificados barrocos de Europa, que es titular de la Hermandad de San Gil , que la procesiona el Miércoles Santo. En la misma Capilla, sobre el arco de acceso, posee gran valor una imagen de San Miguel Arcángel de hacia 1700.
En la nave de la Epístola (lado derecho, sur) se hallan la capilla Bautismal cubierta por bóveda rococó y pintura sobre lienzo del siglo XVIII, y la capilla de la Virgen de Belén, donde se observa una pintura de inspiración murillesca del siglo XVIII y el cuadro Escena de la vida de San Gil, atribuido a Alejo Fernández, del primer tercio del XVI. Entre las tallas individuales son de destacar un Cristo de la Caña y una Virgen Dolorosa.
La Sacristía posee artísticas cajonerías talladas en estilo rococó y espejos barrocos.
Hay una leyenda que dice que el Alcázar de Écija se sitúa debajo de la iglesia. En estos últimos años se han descubierto restos del alcázar alrededor de las inmediaciones de la iglesia (el torcal, el picadero, etc.). También dice la leyenda que lo que se haya debajo de la iglesia también podría ser la cámara de oro y de riquezas del califa que gobernó Astigi, la antigua Écija, durante el gobierno musulmán en al-Ándalus.

## Información adicional
La Parroquia de San Gil está abierta todos los días, excepto los lunes, de 10:30 a 12:30 horas. Además, los viernes se amplía el horario de apertura: por la mañana, de 08:00 a 13:00 horas; por la tarde, de 17:00 a 21:00 horas (en invierno) y de 18:00 a 22:00 horas (en verano).

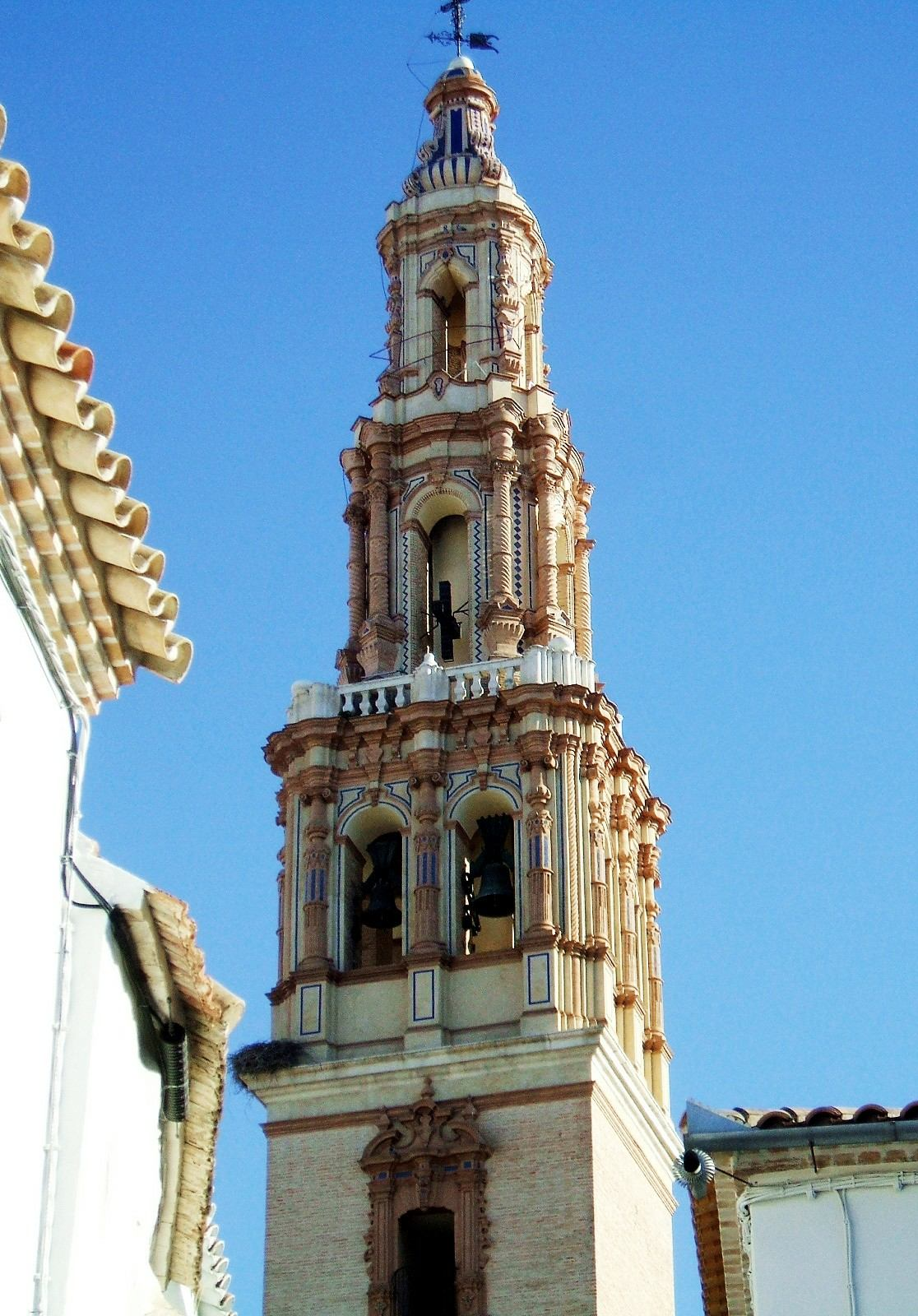
Aspecto de la torre
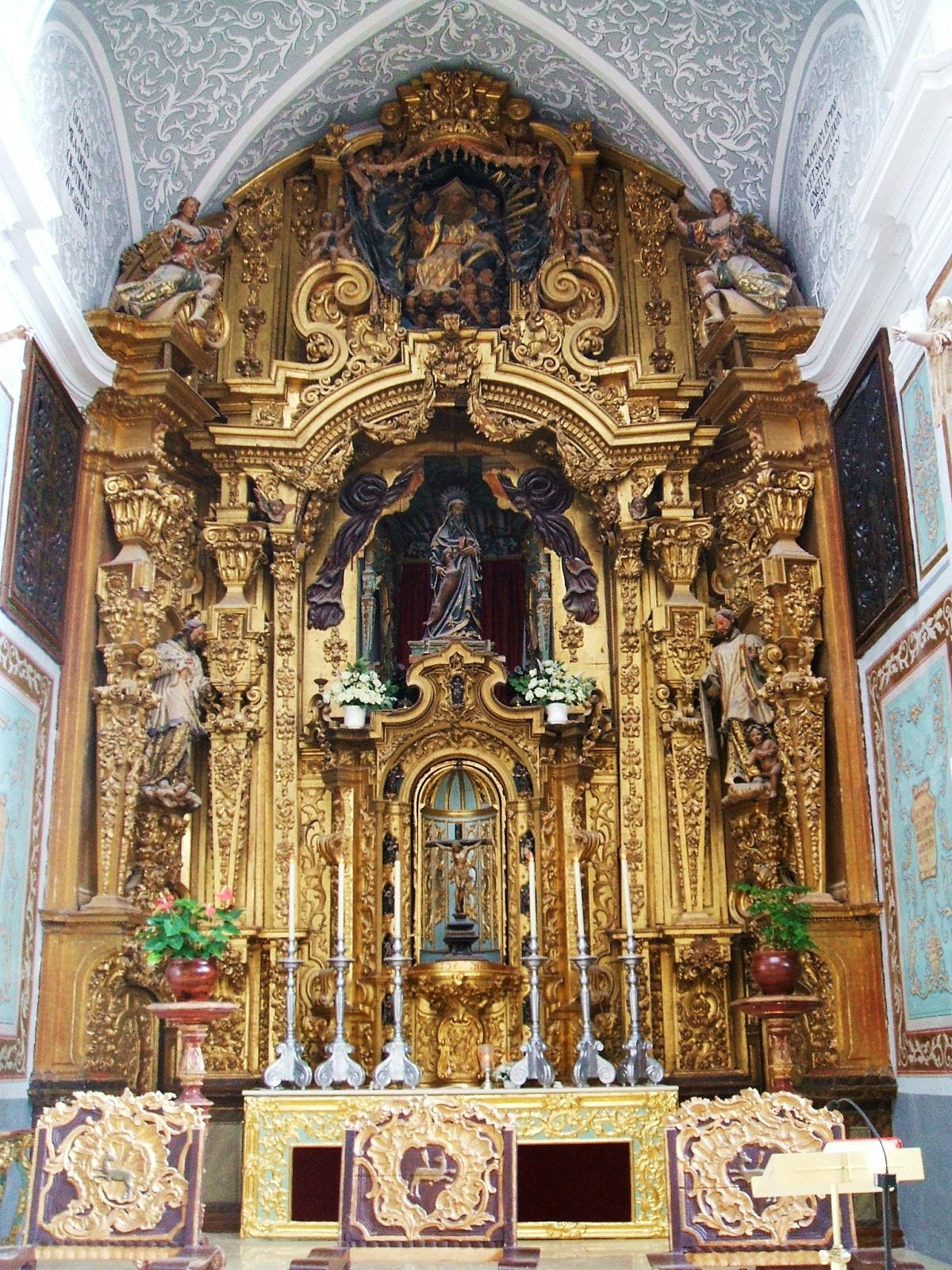
Retablo de la Capilla Mayor
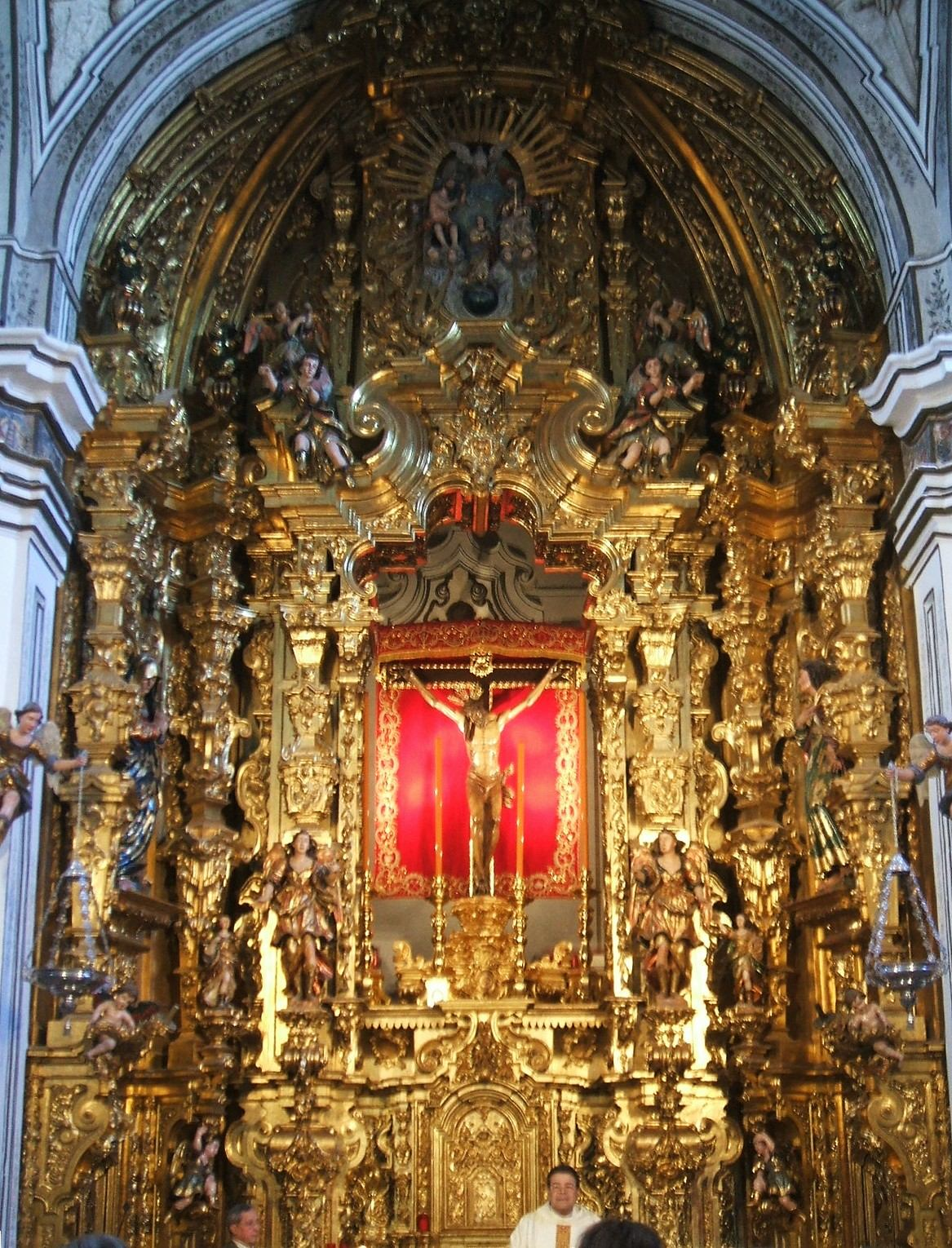
Retablo de la Capilla Sacramental, con el Santísimo Cristo de la Salud
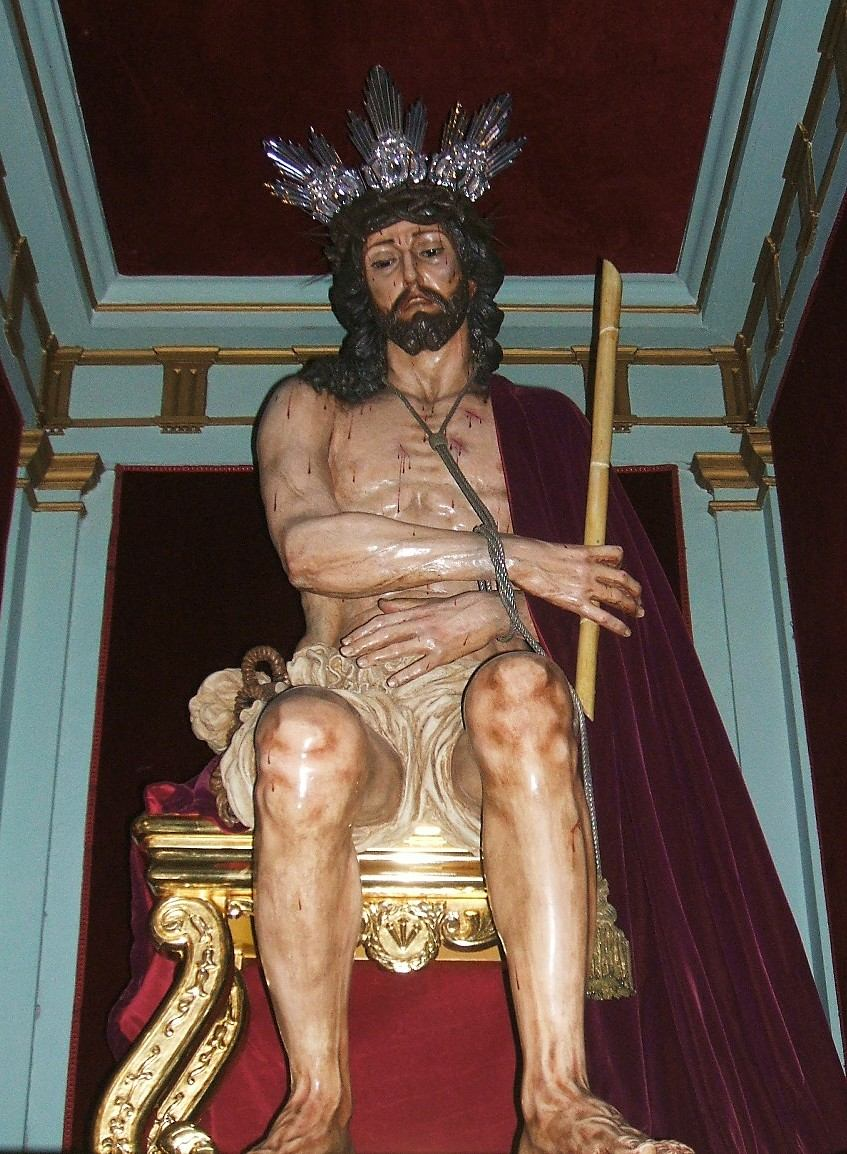
Cristo de la Coronación de Espinas
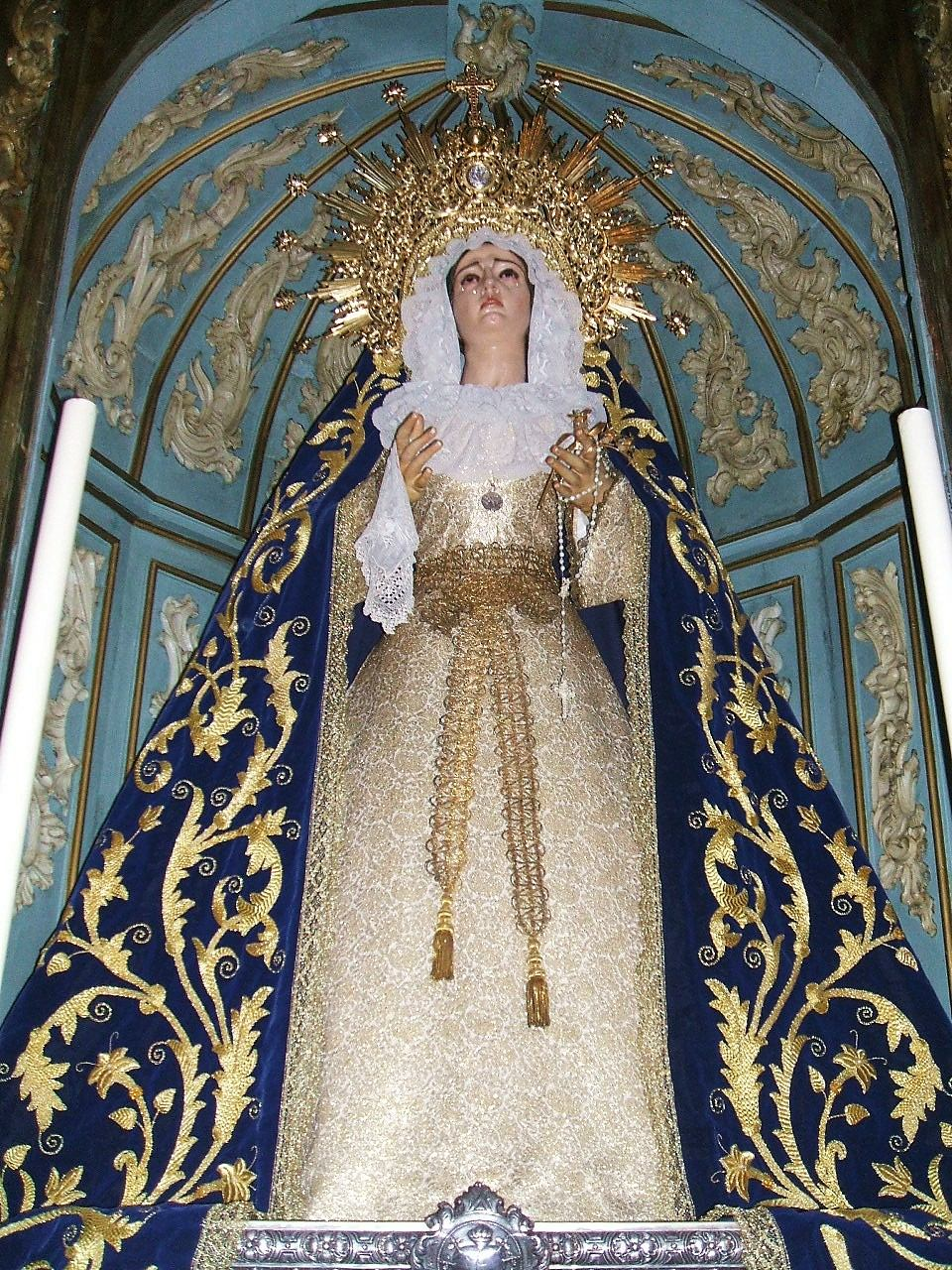
Virgen de los Dolores